# Fritz Günther (Physiker)
Heinz Fritz Günther (* 3. Oktober 1912 in Engelsdorf; † 19. Januar 2005 in Leipzig) war ein deutscher Physiker und Hochschullehrer.

## Leben
Fritz Günther legte 1932 an der Leipziger Humboldt-Schule das Abitur ab. Von 1932 bis 1938 studierte er Physik, Mathematik, Chemie und Kristallographie an der Universität Leipzig. Ab 1939 arbeitete er als Assistent am Mineralogischen Institut der Leipziger Universität. Nach seiner Promotion zum Dr. rer. nat. im Jahr 1941 wirkte er als Physiker am Institut für Röntgenologische Roh- und Werkstoffforschung Leipzig. 1945 trat er in die Liberal-Demokratische Partei Deutschlands ein, bis 1952 blieb er deren Mitglied.
Im November 1945 ging er an die Bergakademie Freiberg. Er arbeitete zunächst als wissenschaftlicher Assistent an der Abteilung Röntgen des Physikalischen Institutes. Ab 1947 leitete er die Abteilung, die dem neu strukturierten Institut für Metallkunde und Materialprüfung angehörte. Im Jahr 1951 wurde er wissenschaftlicher Oberassistent. 1957, ein Jahr nach seiner Habilitation, wurde er Professor mit Lehrauftrag für Röntgenkunde. 1959 wechselte er an die Technische Hochschule Leuna-Merseburg, dort wirkte er als Professur für Werkstoffkunde und ab 1961 als Dekan der Fakultät für Verfahrenstechnik und Grundlagenwissenschaften. Im Februar 1966 ging er zurück an die Bergakademie, wo er Professor mit Lehrstuhl für Metallkunde und Institutsleiter wurde. Nach der Dritten Hochschulreform im Jahr 1968 wurden die Institute aufgelöst, und Fritz Günther wurde Leiter des Wissenschaftsbereiches Physikalische Metallkunde der neu gegründeten Sektion Metallurgie und Werkstofftechnik. Im September 1969 wurde er ordentlicher Professor für Physikalische Metallkunde.
Fritz Günther war von 1968 bis 1978 Vorsitzender des Wissenschaftlichen Rates der intersektionellen Forschungsgruppe Halbleiter der Bergakademie, außerdem wirkte er im Zentralen Arbeitskreis Nichteisen-Metalle der DDR. Am 1. März 1978 wurde er emeritiert.

## Ehrungen
- Medaille für ausgezeichnete Leistungen (1962)
- Verdienstmedaille der DDR (1964)
- Ehrennadel der Bergakademie Freiberg (1977)[1]
- Ehrenkolloquium aus Anlass seines 100. Geburtstages (2012)[2]

## Veröffentlichungen (Auswahl)
- Über eine Methode zur Bestimmung der elastischen Konstanten von Einzelkristallen mittels Röntgenstrahlen, erläutert an Aluminium-Kristallstäbchen. Dissertation, Leipzig, 1941
- Zum Einfluß der Korngröße auf die Vermeßbarkeit von Röntgen-Rückstrahlaufnahmen. Habilitationsschrift, Freiberg, 1957 (Digitalisat)